# Génos (Alto Garona)
Génos es una comuna francesa situada en el departamento de Alto Garona, en la región de Occitania.

## Demografía
| 64 | 53 | 74 | 93 | 84 | 75 | 68 |
| Para los censos de 1962 a 1999 la población legal corresponde a la población sin duplicidades (Fuente: INSEE [Consultar]) |    |    |    |    |    |    |